# Lucapina elisae
Lucapina elisae is een slakkensoort uit de familie van de Fissurellidae. De wetenschappelijke naam van de soort is voor het eerst geldig gepubliceerd in 2006 door Costa & Simone.